# Yves Luneau
Yves Luneau, sieur de l'Éraudière, est un homme politique français né le 29 octobre 1754 à Ancenis et mort le 26 juin 1820 à Ancenis.

## Biographie
Yves Luneau est le fils de Jacques Luneau de la Grasserie, procureur du roi des traites et gabelles, et d'Anne Esnou. Marié à Marie Papin de La Grée, demi-sœur de Louis-François Papin de La Clergerie, il est le père d'Yves Jacques Luneau (1785-1836), qui sera également sous-préfet d'Ancenis.
Avocat au parlement, sénéchal de plusieurs juridictions et miseur de la ville d'Ancenis, il devient président du tribunal de district d'Ancenis, directeur des mines de Montrelais et sous-préfet arrondissement d'Ancenis. 
Le 13 mai 1815, il est élu député de la Loire-Inférieure à la Chambre des Cent-Jours.

## Sources
- « Yves Luneau », dans Adolphe Robert et Gaston Cougny, Dictionnaire des parlementaires français, Edgar Bourloton, 1889-1891 [détail de l’édition]